# Markos Geneti
Markos Geneti Guteta (7 juni 1984) is een Ethiopisch atleet, die gespecialiseerd is in de lange afstand. Hij werd wereldjeugdkampioen op de 3000 m en Ethiopisch kampioen op de 5000 m. Met een persoonlijk record van 2:04.54 op de marathon behoort hij tot de snelste atleten ter wereld.

## Biografie
Zijn eerste succes behaalde Geneti in 2001 bij de wereldkampioenschappen U18 in het Hongaarse Debrecen op de 3000 m. Met een tijd van 8.04,00 in de kwalificatieronde plaatste hij zich voor de finale, waarin hij de wereldtitel pakte in 7.55,82. Een jaar later won hij een zilveren medaille op de 5000 m bij de WK U20 in de Jamaicaanse stad Kingston. Zijn eindtijd van 13.28,83 werd alleen overtroefd door de Keniaan Hillary Chenonge, die in 13.28,30 over de finish kwam.
In 2011 won Geneti de marathon van Los Angeles en streek hiermee $ 125.000 aan prijzengeld op. In 2012 werd hij tweede bij de marathon van Dubai in 2:05.13 en tweede bij de marathon van Honolulu in 2:13.08. Een jaar later moest hij ondanks een snellere tijd van 2:04.54 genoegen nemen met een derde plek.
Vanaf december 2017 heeft Geneti geen (internationale) wedstrijden meer gelopen.

## Titels
- Ethiopisch kampioen 5000 m - 2006
- Wereldkampioen U18 3000 m - 2001

## Persoonlijke records
Baan
| Onderdeel   | Prestatie | Datum        | Plaats    |
| ----------- | --------- | ------------ | --------- |
| 1500 m      | 3.33,83   | 26 juli 2005 | Stockholm |
| 3000 m      | 7.38,11   | 22 mei 2005  | Carson    |
| 2 Eng. mijl | 8.19,61   | 21 mei 2006  | Carson    |
| 5000 m      | 13.00,25  | 1 juli 2005  | Parijs    |

Indoor
| Onderdeel   | Prestatie | Datum            | Plaats     |
| ----------- | --------- | ---------------- | ---------- |
| 3000 m      | 7.32,69   | 17 februari 2007 | Birmingham |
| 2 Eng. mijl | 8.08,39   | 20 februari 2004 | Birmingham |
| 5000 m      | 13.18,64  | 6 februari 2010  | Boston     |

Weg
| Onderdeel      | Prestatie | Datum             | Plaats       |
| -------------- | --------- | ----------------- | ------------ |
| 5 km           | 13.32     | 13 april 2003     | Carlsbad     |
| halve marathon | 1:02.01   | 18 september 2011 | Philadelphia |
| 25 km          | 1:14.44   | 22 februari 2015  | Tokio        |
| 30 km          | 1:28.15   | 24 januari 2014   | Dubai        |
| marathon       | 2:04.54   | 27 januari 2012   | Dubai        |

## Palmares

### 1500 m
- 2005: ½ fin. WK - 3.42,80

### 3000 m
- 2001:  WK U18 - 7.55,82
- 2004:  WK indoor - 7.57,87
- 2004: 6e Wereldatletiekfinale - 7.42,24
- 2005:  adidas Track Classic in Carson - 7.38,11
- 2005: 9e Wereldatletiekfinale - 7.41,76
- 2005:  Athletissima - 7.38,42

### 5000 m
- 2002:  WK U20 - 13.28,83
- 2003:  Ethiopische kamp. - 13.55,70
- 2003: 4e Prefontaine Classic - 13.13,27
- 2003: 5e Norwich Union British Grand Prix - 13.28,89
- 2003:  Afro-Aziatische Spelen - 13.49,61
- 2004:  Ethiopische kamp. - 13.58,75
- 2005:  Ethiopische kamp. - 13.49,61
- 2005:  Payton Jordan US Open in Palo Alto - 13.08,59
- 2005: 5e ISTAF - 13.02,85
- 2006:  Ethiopische kamp. - 13.46,73
- 2007:  Flanders Cup in Brasschaat - 13.07,65
- 2007:  Nacht van de Atletiek - 13.11,80
- 2007: 11e Wereldatletiekfinale - 13.50,98
- 2008:  adidas Track Classic in Carson - 13.10,58
- 2008: DNS Wereldatletiekfinale

### 5 km
- 2010: 4e 5 km van Carlsbad - 13.35

### marathon
- 2011:  marathon van Los Angeles - 2:06.35
- 2012:  marathon van Dubai - 2:04.54
- 2012:  marathon van Honolulu - 2:13.08
- 2013: 6e marathon van Boston - 2:12.44
- 2014:  marathon van Dubai - 2:05.13
- 2014: 5e marathon van Boston - 2:09.50
- 2014:  marathon van Hengshui - 2:07.38
- 2015: 6e marathon van Tokio - 2:07.25
- 2015:  marathon van Warschau - 2:08.11
- 2016: 5e marathon van Jilin - 2:20.21
- 2017:  marathon van Guangzhou - 2:10.06

### veldlopen
- 2007: 15e WK in Mombasa - 37.49